# Ville de Port Phillip
La Ville de Port Phillip (anglais : City of Port Phillip) est une zone d'administration locale située au sud du centre-ville de l'agglomération de Melbourne, dans l'État de Victoria en Australie.

## Quartiers

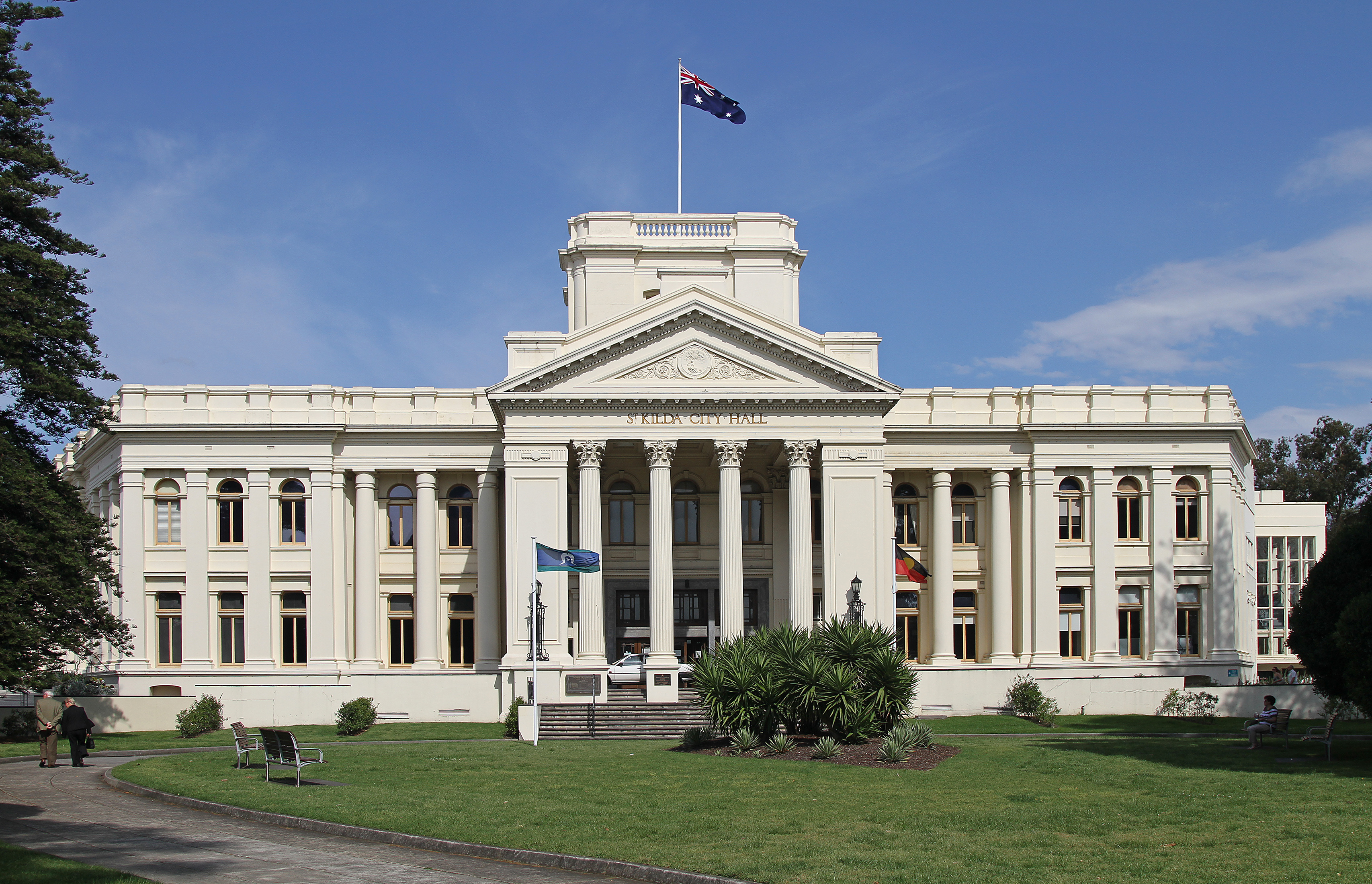
L'hôtel de ville de Port Phillip.

La ville de Port Phillip comprend les quartiers suivants :
- Albert Park
- Balaclava
- Beacon Cove
- Elwood
- Garden City
- Middle Park
- Port Melbourne - en partie
- Ripponlea - en partie
- Southbank - en partie
- Melbourne sud- en partie
- St Kilda (siège du conseil)
- St Kilda Est
- St Kilda Road
- St Kilda Ouest
- Windsor - en partie